# ديك ألبان
ديك ألبان (بالإنجليزية: Dick Alban)‏ هو لاعب كرة قدم أمريكية أمريكي، ولد في 17 يناير 1929 في هانوفر في الولايات المتحدة، وتوفي في 8 أبريل 2016 في بلدة نيوتاون ‏ في الولايات المتحدة.

## وصلات خارجية
- ديك ألبان على موقع مرجع كرة القدم المحترفة.كوم (الإنجليزية)